# Welterbe in der Republik Kongo

Zum Welterbe in der Republik Kongo gehören (Stand 2023) zwei UNESCO-Welterbestätten des Weltnaturerbes. Die Republik Kongo hat die Welterbekonvention 1987 ratifiziert, als erste Welterbestätte wurde 2012 der Nationalpark Nouabalé-Ndoki als Teil des grenzüberschreitenden Sangha Trinational eingetragen.

## Welterbestätten
Diese Tabelle listet die UNESCO-Welterbestätten in der Republik Kongo in chronologischer Reihenfolge nach dem Jahr ihrer Aufnahme in die Welterbeliste (K – Kulturerbe, N – Naturerbe, K/N – gemischt, (G) – auf der Liste des gefährdeten Welterbes).
| Bild             | Bezeichnung               | Jahr | Typ | Ref. | Beschreibung |
| ---------------- | ------------------------- | ---- | --- | ---- | --- |
| (weitere Bilder) | Sangha Trinational (Lage) | 2012 | N   | 1380 | grenzüberschreitendes Welterbe mit Kamerun und Zentralafrikanischer Republik, umfasst in der Republik Kongo den Nationalpark Nouabalé-Ndoki (Lage) |
|                  | Waldmassiv Odzala-Kokoua  | 2023 | N   | 692  | Der Vorschlag wurde 1995 zurückgewiesen. 2023 trotz Deferral-Vorschlag der IUCN in die Welterbeliste eingetragen.                                  |

## Tentativliste
In der Tentativliste sind die Stätten eingetragen, die für eine Nominierung zur Aufnahme in die Welterbeliste vorgesehen sind.

### Aktuelle Welterbekandidaten
Mit Stand 2023 sind drei Stätten in der Tentativliste der Republik Kongo eingetragen, die letzte Eintragung erfolgte 2008.
Die folgende Tabelle listet die Stätten in chronologischer Reihenfolge nach dem Jahr ihrer Aufnahme in die Tentativliste (K – Kulturerbe, N – Naturerbe, K/N – gemischt).
| Bild | Bezeichnung                                          | Jahr | Typ | Ref. | Beschreibung |
| ---- | ---------------------------------------------------- | ---- | --- | ---- | ------------ |
|      | ehemaliger Einschiffungshafen für Sklaven aus Loango | 2008 | K   | 5373 |              |
|      | königliche Domäne in Mbé                             | 2008 | K   | 5374 |              |
|      | Nationalpark Conkouati-Douli                         | 2008 | N   | 5375 |              |

### Ehemalige Welterbekandidaten
Diese Stätten standen früher auf der Tentativliste, wurden jedoch wieder zurückgezogen oder von der UNESCO abgelehnt.
Stätten, die in anderen Einträgen auf der Tentativliste enthalten oder Bestandteile von Welterbestätten sind, werden hier nicht berücksichtigt.
| Bild                       | Bezeichnung                                   | Jahr      | Typ | Ref. | Beschreibung |
| -------------------------- | --------------------------------------------- | --------- | --- | ---- | --- |
|                            | Archäologische Stätte von Bittori             | 1987–1988 | K   |      | |
| (weitere Bilder)           | Diosso Gorge und zugehörige Wohnplätze (Lage) | 1987–1988 | K/N |      | Diosso Gorge ist eine Schlucht in der Nähe der Stadt Diosso                                                                                             |
|                            | Kirche von Lounzolo                           | 1987–1988 | K   |      | |
| BW                         | Basilika Sainte Anne du Congo (Lage)          | 1987–1988 | K   |      | Basilika in der Hauptstadt Brazzaville |
| Königspalast von Ma-Loango | Königspalast von Ma-Loango                    | 1987–1988 | K   |      | ehemalige Residenz von Ma Moe Loango Poaty III, König des Königreichs Loango von 1931 bis 1975, in Diosso, seit 1982 Sitz des Regionalmuseums Ma-Loango |